# Хмелювка (Ольштинський повіт)
Хмелювка (пол. Chmielówka, нім. Chmielowken; 1938–1945: Neumoithenen) — село в Польщі, у гміні Біскупець Ольштинського повіту Вармінсько-Мазурського воєводства.